# Сент Пол (Вирџинија)
Сент Пол (Вирџинија) (енгл. St. Paul) град је у америчкој савезној држави Вирџинија. По попису становништва из 2010. у њему је живело 970 становника.

## Демографија
Према попису становништва из 2010. у граду је живело 970 становника, што је 30 (3,0%) становника мање него 2000. године.
| Група             | 2000.       | 2010.       |
| Белци             | 952 (95,2%) | 911 (93,9%) |
| Афроамериканци    | 18 (1,8%)   | 14 (1,4%)   |
| Азијати           | 5 (0,5%)    | 1 (0,1%)    |
| Хиспаноамериканци | 5 (0,5%)    | 28 (2,9%)   |
| Укупно            | 1.000       | 970         |